# D'Callaos
D'Callaos es un grupo de música de flamenco-fusión formado en Tarrasa (Barcelona) en 2004. El grupo se ha caracterizado por ofrecer todos sus discos en descarga libre por internet.

## Discografía
- Otra vez. Autoeditado, 2006
- D'Paso. Autoeditado, 2007
- Desde mi balcón. Autoeditado, 2008
- El borde donde termina el mar. Autoeditado, 2010
- Oír tu voz. Autoeditado, 2014